# Lexus UX
Lexus UX (яп. レクサス・UX, хэпбёрн: Rekusasu UX) — компактный кроссовер премиум-класса, выпускаемый с 2018 года компанией Lexus, подразделением компании Toyota.

## Описание
Lexus UX дебютировал в марте 2018 года на Женевском автосалоне. Это первый автомобиль Lexus, базирующийся на платформе GA-C. В иерархии автомобиль расположен выше Lexus LBX, но ниже Lexus NX. UX расшифровывается как Urban Explorer. В целях безопасности автомобиль оснащён системой автономного экстренного торможения.

## Модификации

### UX 200
Lexus UX200 оснащён 2,0-литровым бензиновым двигателем M20A-FKS (I4) в паре с бесступенчатой трансмиссией. Привод — только передний.

### UX 250h/260h
Lexus UX250h и UX260h оснащены 2,0-литровым бензиновым двигателем M20A-FKS (I4) и электродвигателем в паре с электрической трансмиссией. Привод — передний или полный. Электродвигатель питается от никель-металлогидридного аккумулятора ёмкостью 1,4 кВт⋅ч.

### UX 300e
В 2019 году в Гуанчжоу был представлен Lexus UX300e — первый электромобиль компании Lexus. Его запас хода составляет 400 км по циклу NEDC или 299 км по циклу WLTP. Электродвигатель питается от литий-ионного аккумулятора напряжением 54,3 кВт⋅ч.

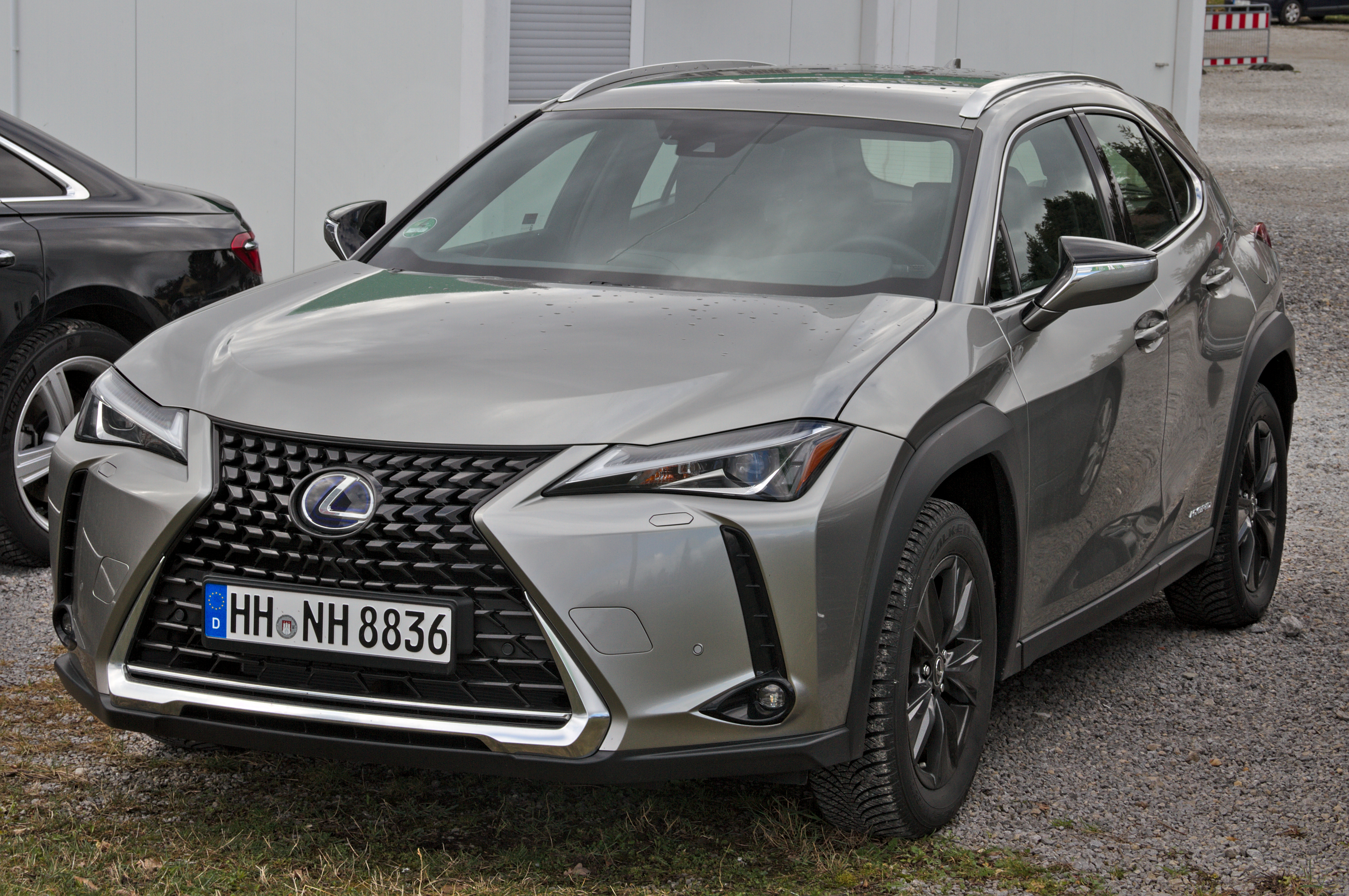
Lexus UX 250h
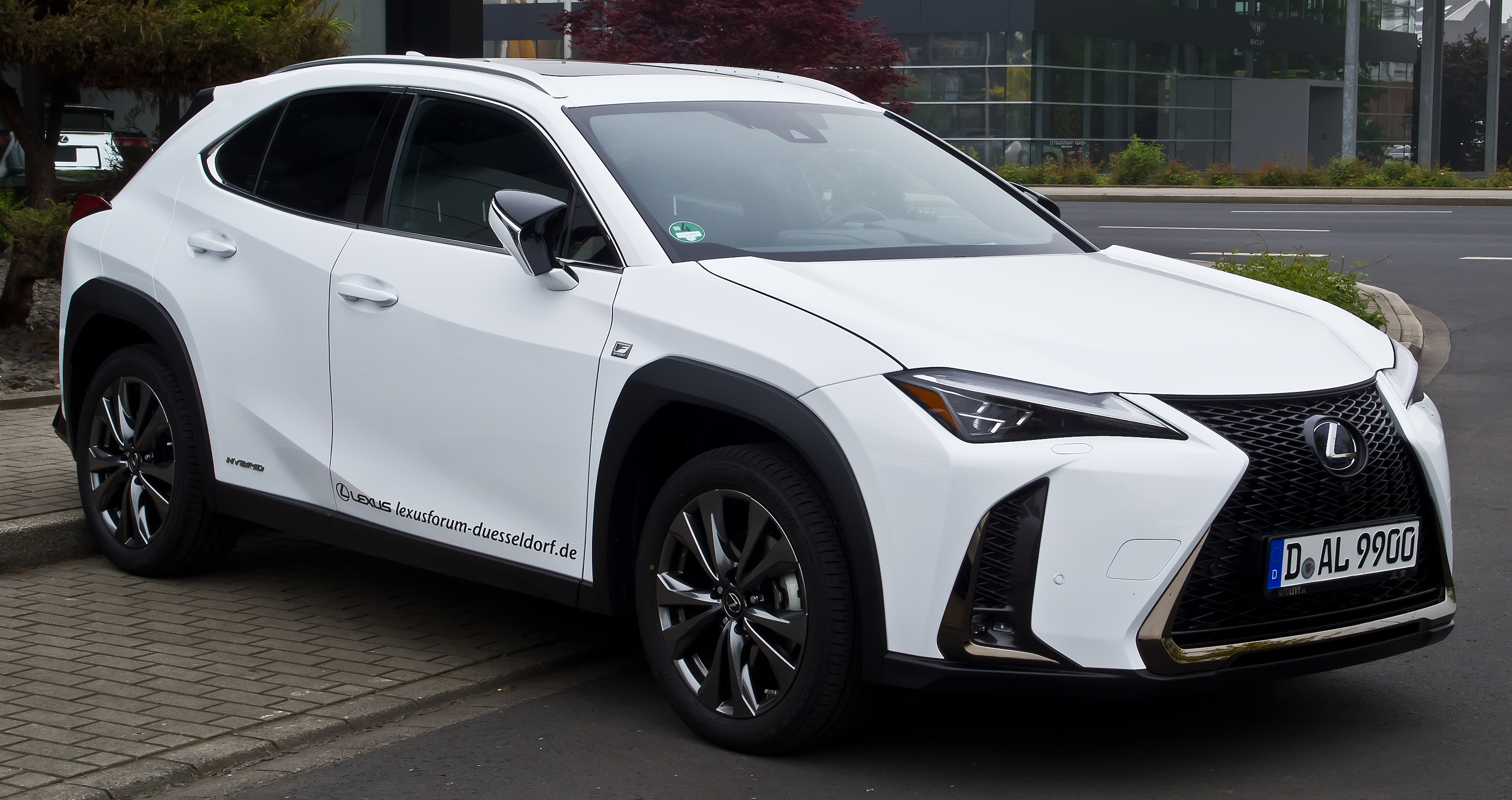
Lexus UX 250h F Sport
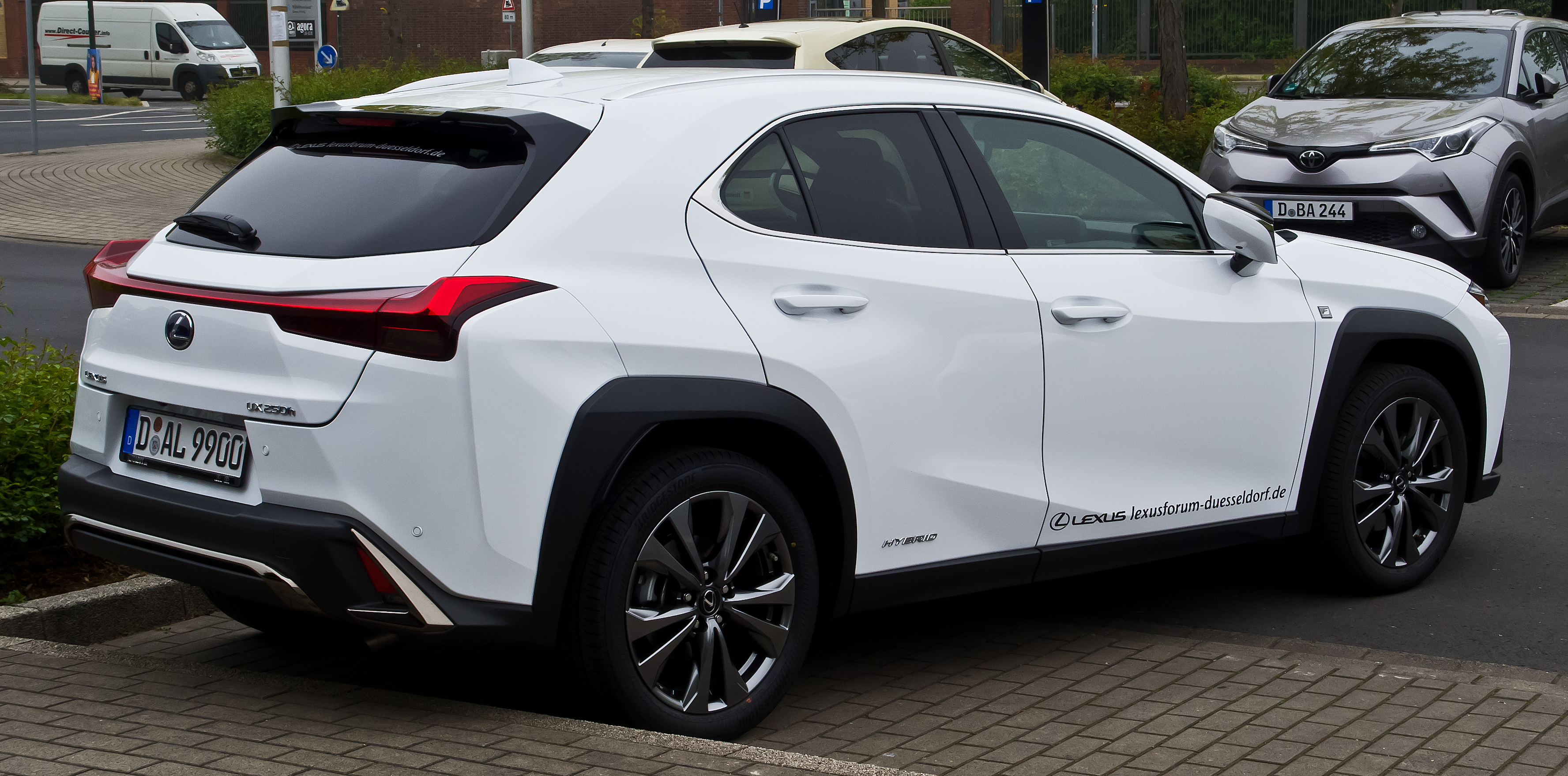
Lexus UX 250h F Sport
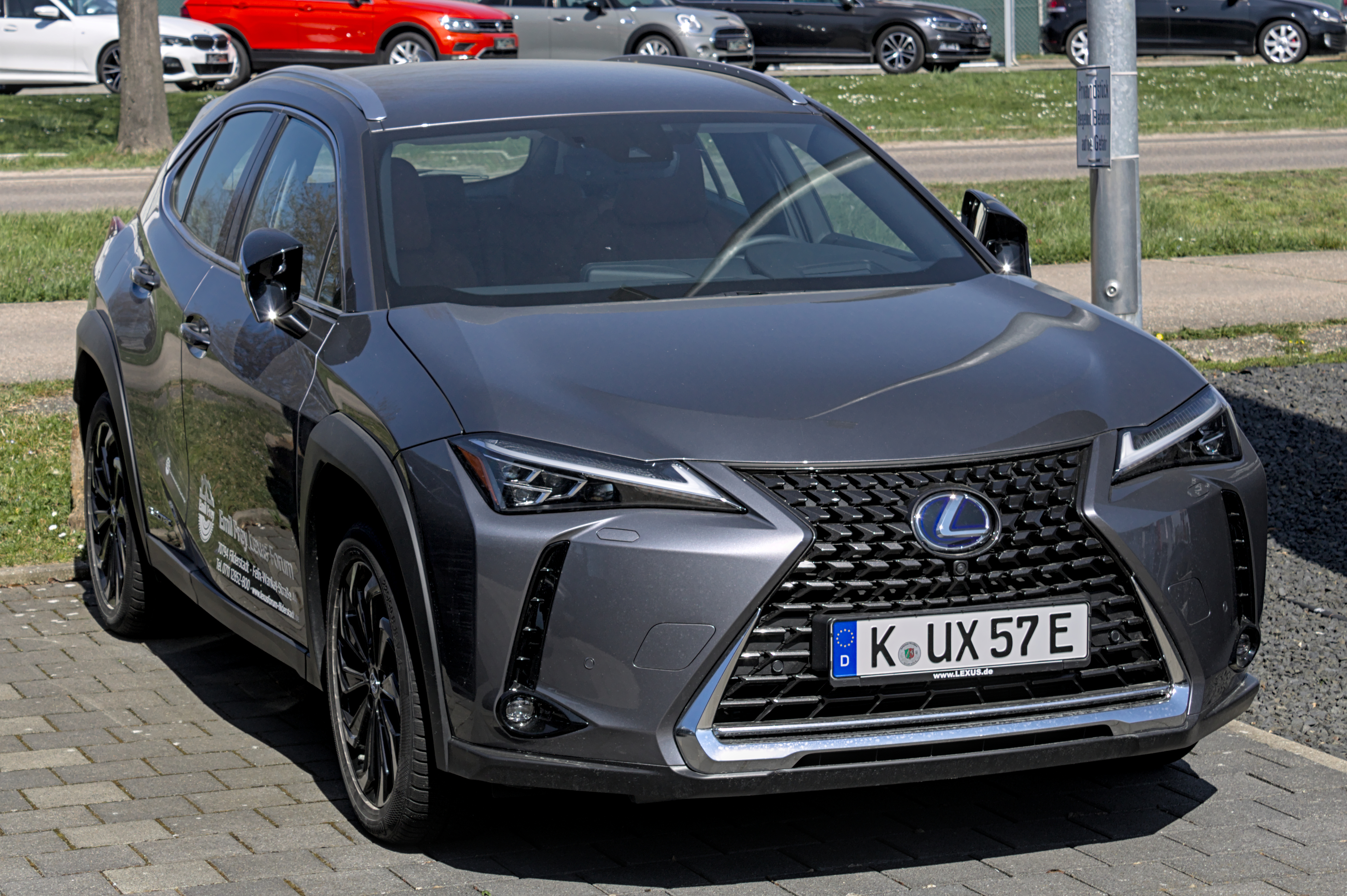
Lexus UX 300e (KMA10)
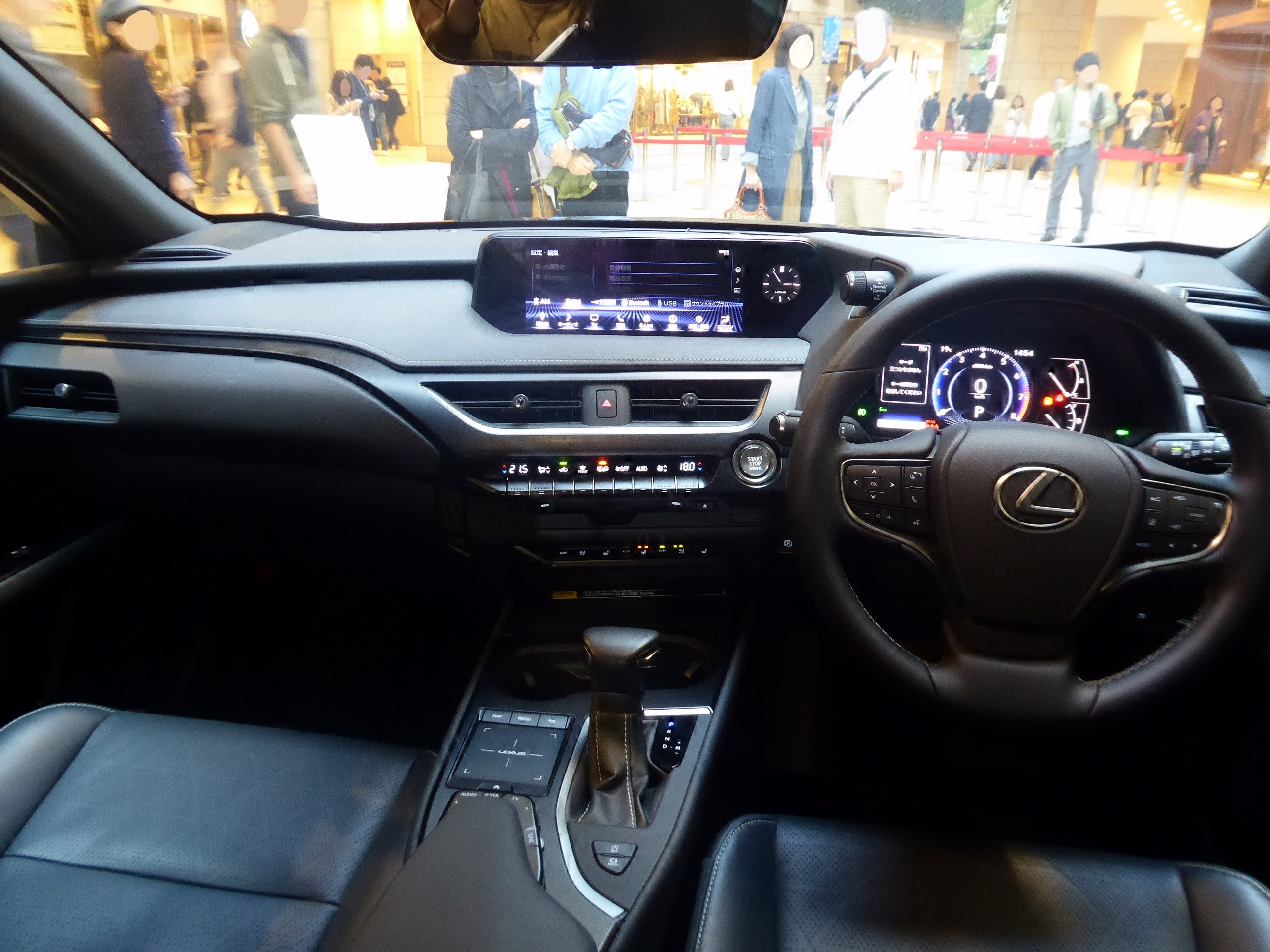
Интерьер
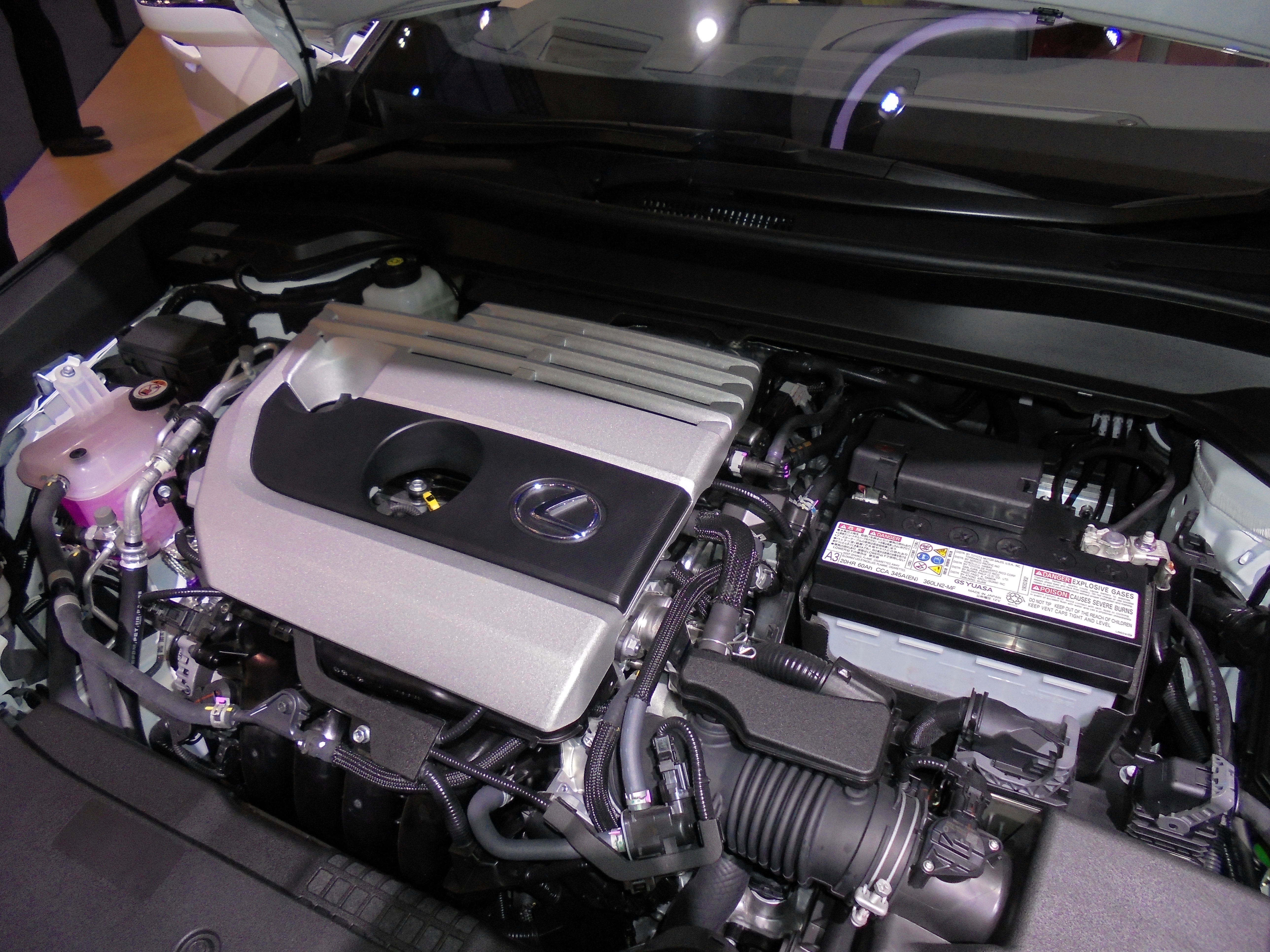
Двигатель M20A-FKS на UX 200

## Производство
В Северной Америке производство автомобилей Lexus UX началось в 4 квартале 2018 года, а продажи начались в декабре 2018 года.

## Мировые рынки
Автомобиль Lexus UX продаётся в 80 странах мира. Значительная часть автомобилей продаётся в Северной Америке, в Европе и в Австралии.

## Продажи
| Год  | Продажи в США (гибридные автомобили) | Продажи в Европе (гибридные автомобили; электромобили) |
| ---- | ------------------------------------ | ------------------------------------------------------ |
| 2018 | 453 (66)                             |                                                        |
| 2019 | 16,725 (8,603)                       | 20,943 (19,056)                                        |
| 2020 | 16,962 (11,818)                      | 16,850 (15,751)                                        |
| 2021 | 17,581 (12,672)                      | 21,144 (17,261; 2,987)                                 |
| 2022 | 10,237 (6,884)                       | 14,559 (12,450; 1,519)                                 |